# Sabella Motor Car
Die Sabella Motor Car Co. Ltd. war ein britischer Automobilhersteller in Camden Town (London). Von 1908 bis 1914 wurden dort Kleinwagen gebaut.
1912 erschien mit dem 10 hp das erste Serienmodell. Es besaß einen luftgekühlten V2-Motor von J.A.P. mit 1,6 l Hubraum. Sein Radstand betrug 2210 mm, die Länge 3200 mm und die Breite 1372 mm. Die Wagen werden als „nicht besonders schön, aber erfolgreich“ beschrieben.
Der Erste Weltkrieg machte der Produktion ein Ende.

## Modelle
| Modell | Bauzeitraum | Zylinder | Hubraum  | Radstand |
| ------ | ----------- | -------- | -------- | -------- |
| 10 hp  | 1912–1914   | 2 V      | 1559 cm³ | 2210 mm  |